# سیدنی فاکس
سیدنی فاکس (انگلیسی: Sidney Fox؛ ۱۰ دسامبر ۱۹۱۱ (some sources mistakenly cite 1907) – ۱۵ نوامبر ۱۹۴۲) یک هنرپیشه اهل ایالات متحده آمریکا بود. 